# Johann Endl
Johann Endl (* 4. Februar 1897 in Langenlois; † 17. Februar 1960 ebenda) war ein österreichischer Politiker (ÖVP).  Endl war Abgeordneter zum Landtag von Niederösterreich und von 1945 bis 1960 dessen Dritter Präsident.

## Leben
Nachdem Endl im Alter von 14 Jahren zum Vollwaisen geworden war, absolvierte er eine Lehre im Gastgewerbe. Er leistete während des Ersten Weltkriegs von 1915 bis 1918 seinen Militärdienst ab und war danach einige Zeit im Ausland tätig. Nachdem sich Endl bereits früh im Wintersport engagiert hatte, übersiedelte er 1919 nach Semmering und trat der Gewerkschaft bei. Endl arbeitete als Kellner und war von 1934 bis 1938 Vizebürgermeister in Semmering. Zudem vertrat er den Stand der Gewerbevertreter vom 6. Juli 1937 bis zum 12. März 1938 im Ständischen Landtag von Niederösterreich. Nach der Machtübernahme der Nationalsozialisten wurde Endl 1939 verhaftet und für neun Monate inhaftiert. Nach seiner Freilassung war er in Wien tätig und wurde zwischen 1941 und 1943 zum Militärdienst verpflichtet.
Nach dem Ende des Zweiten Weltkriegs beteiligte sich Endl am Aufbau des ÖAAB und war von 1954 bis 1959 Kammerrat der Kammer für Arbeiter und Angestellte Niederösterreich. Er setzte sich für die Errichtung der gastgewerblichen Berufsschule in Waldegg ein und vertrat die ÖVP vom 12. Dezember 1945 bis zum 17. Februar 1960 im Niederösterreichischen Landtag. Endl hatte während dieser Zeit zudem durchgehend das Amt des Dritten Landtagspräsidenten inne.

## Auszeichnungen
- 1955: Großes Goldenes Ehrenzeichen für Verdienste um die Republik Österreich[1]